# Andrea Larini
Andrea Larini (Camaiore, 1968. december 2. –) olasz autóversenyző, jelenleg a SEAT León Eurocup résztvevője. Bátyja, Nicola Larini szintén sikeres autóversenyző, évekig állandó tagja volt a Formula–1-es világbajnokságnak.

## Pályafutása
Hazája formula-, valamint túraautós sorozataiban kezdte pályafutását. 2008-ban tizenötödik helyen zárta a SEAT León Eurocup értékelését.
2009-ben a magyar Zengő Motorsport csapatával vett részt a SEAT León Eurocup versenyein. Az év folyamán egy futamgyőzelmet és több dobogós helyezést szerzett, végül a nyolcadik helyen zárta az összetett értékelést. A oscherslebeni versenyhétvégén Andrea szerezte a mezőnyből a legtöbb pontot, melynek köszönhetően elindulhatott a Túraautó-világbajnokság olasz versenyén.

## Teljes túraautó-világbajnoki eredménysorozata
| Év   | Csapat             | 1   | 1   | 2   | 2   | 3   | 3   | 4   | 4   | 5   | 5   | 6   | 6   | 7   | 7   | 8   | 8   | 9   | 9   | 10  | 10  | 11  | 11  | 12  | 12  | Helyezés | Pont |
| 2005 | DB Motorsport      | MON | MON | MAG | MAG | SLV | SLV | IMO | IMO | PUE | PUE | SPA | SPA | OSC | OSC | IST | IST | VAL | VAL | MAC | MAC |     |     |     |     | -        | 0    |
| ---- | ------------------ | --- | --- | --- | --- | --- | --- | --- | --- | --- | --- | --- | --- | --- | --- | --- | --- | --- | --- | --- | --- | --- | --- | --- | --- | -------- | ---- |
| 2005 | DB Motorsport      | 19  | 20  | Ki  | Ni  |     |     | 23  | 22  |     |     |     |     |     |     |     |     |     |     |     |     |     |     |     |     | -        | 0    |
| 2009 | SUNRED Engineering | CUR | CUR | PUE | PUE | MAR | MAR | PAU | PAU | VAL | VAL | BRN | BRN | POR | POR | BRA | BRA | OSC | OSC | IMO | IMO | OKA | OKA | MAC | MAC | -        | 0    |
| 2009 | SUNRED Engineering |     |     |     |     |     |     |     |     |     |     |     |     |     |     |     |     |     |     | Kiz | 21  |     |     |     |     | -        | 0    |

## Külső hivatkozások
- Profilja a SEAT León Eurocup honlapján